# イメーション
グラスブリッジ・エンタープライズ (GlassBridge Enterprises, Inc.、NYSE:IMN) は、アメリカ合衆国に本部を置くコンピュータ関連の製造・販売を行う会社である。ミネソタ州に本社を置いている。旧法人名はイメーション（Imation Corp.）。
本項では便宜上、かつて日本法人として存在していたイメーション株式会社（Imation Corporation Japan）についても述べる。

## 沿革
もともとは、「Scotch」ブランドで磁気式記録媒体事業を展開していた米スリーエム社がこの分野から撤退するに当たり、その事業受け皿会社として1996年（平成8年）に設立されたものである。これを受け日本の合弁子会社住友スリーエムも、新会社の日本法人を「イメーション株式会社」として設立。日本法人は当初データーストレージシステム、メディカルイメージング、プリンティングシステム事業を核として運営していた。
日本法人は1998年（平成10年）に経営資源の集中と基盤強化を計ることを目的に、メディカルイメージングをイーストマンコダックに譲渡。2001年（平成13年）にはカラーテクノロジープリンティング事業をコダックの関連企業に譲渡した。
2007年（平成19年）4月19日、やはり自社での記録媒体事業取り止めを模索していたTDKから、記録メディア販売部門及び記録メディア分野におけるブランドの使用権を取得したと発表。その対価として、譲渡対価3億米ドルの内2億8000万米ドル相当はイメーションの普通株式として支払われ、譲渡完了後にTDKが筆頭株主となった。完全にグループ子会社化していないのは他の有力企業とも事業上の関係を持っているためである。2015年（平成27年）10月、TDK Life on Recordブランドの返上と同時にTDKより株式を買い戻す。
2008年（平成20年）1月1日にイメーションがTDKマーケティング（2001年分社）を吸収合併（TDKマーケティングの商号変更とプレスリリースされた）。これ以降に発売される記録メディア製品には、TDKロゴの下に小さく「Life on Record」が付記される（従来品についても、その後順次変更されている）。
2015年9月29日、データストレージ装置NEXSANとセキュリティソリューションIronKeyの製品事業に経営資源を集中し、2015年12月末をもって記録メディア・オーディオ機器事業から撤退することを発表。北米と一部の地域を除き、日本を含めた各国の現地法人は解散することとなった。
2010年（平成22年）より大きく方針を変更し、日本での最終的な事業展開は２つのビジネスユニットを軸としていた。
2017年（平成29年）2月21日、現在の法人名であるグラスブリッジ・エンタープライズ（GlassBridge Enterprises, Inc.）に改称。同年4月16日にイメーションの商標を韓国のオージン・コーポレーションに売却した。
2019年（令和元年）11月19日、日本のイメーション株式会社が法人格を含めて完全清算し、名実共に日本から完全撤退した形となった。
TSS(Tiered Storage and Security Solutions)ビジネスユニット
コマーシャル、エンタープライズ、公共・医療の各市場向けストレージメディア製品(磁気テープメディア製品・RDXリムーバブルハードディスク製品)、ストレージソリューション製品(Nexsanストレージ製品)、モバイルセキュリティ製品(IronKey製品)、そして、これらを組み合わせたシステムソリューション事業を擁する。
CSA(Consumer Storage and Accessories)ビジネスユニット
TDK Life on Recordブランドのコンシューマ向け光ディスク製品、フラッシュメモリ製品、オーディオ製品やアクセサリ製品等を2015年12月まで擁していた。

## 主な商品
パーソナルからビジネス分野に至るまで、デジタル情報を確実に保存し(store)、セキュリティ性を高め(protect)、快適に楽しむ(connect)事ができる環境を実現する。

### イメーション
企業向け製品ブランドの主軸。スリーエム時代から50年を超える技術力と経験を活かし、データセンターやネットワークビジネスで広く求められるデータテープや、多くのユーザが求める革新的なハードディスク、フラッシュメモリ等のデータストレージ製品と、デジタルデータのストレージや活用を考えるユーザへ多彩なソリューションを提供。
- リムーバブルハードディスクストレージシステム RDX[2]およびRDXマルチオートローダー T8
- USBメモリ
- LTO Ultriumテープ
- Blu-ray Discメディア
- DVDメディア
- SDメモリーカード
- ポータブルハードディスク等
- ソリューション&サービス

50年以上の記録メディア・ストレージ技術をベースに、ユーザニーズを把握するコンサルティングにより、医療機関向けのシステム構築、設置・導入、保守・サポートまでワンストップで、幅広いストレージ・ソリューションを14年以上にわたり提供した。なおソリューションサービスは、2015年10月15日、EIZOの完全子会社EIZOメディカルソリューションズ株式会社を通じての買収に応じ、本事業を譲渡した。

### NEXSAN
NEXSAN by imation
2013年1月2日に買収したストレージメーカであり、以降イメーションの社内カンパニーとなる。
NEXSANは世界11,000社以上の導入実績を持つ先進のディスクベースおよびハイブリッドストレージであり、高密度、低消費電力、低コストなどの特長を持つ。海外エンタープライズ市場で10年以上にわたり展開を継続しこれまでに60か国37,000システム以上を供給。
- NEXSAN Eシリーズ

大容量データの保存、バックアップ・アーカイブに適した高密度・高可用性・低消費電力 SANストレージ
- NEXSAN NSTシリーズ

大容量データの保存、バックアップ・アーカイブに適した高拡張性・高速性・高信頼性を実現したユニファイド・ストレージ
- ASSUREON（アシュリオン）

米国法令に準拠したアーカイブ用ストレージシステム

### IronKey
IRONKEY by imation

### TDKLife on Record
2007年4月にTDKの記録メディア販売事業を買収し、2008年1月よりTDK Life on Recordブランドでのコンシューマ製品の販売を開始。光ディスク、フラッシュメモリ、テープカートリッジ、ヘッドホン、スピーカー等の製品を幅広くコンシューマに展開したが、2011年夏から秋にかけてタイで発生した大洪水による甚大な被害を受けた影響により同年12月末を以ってコンパクトカセットやVHSビデオカセットなどを筆頭とする磁気テープの製造事業から撤退したのを皮切りに2015年9月にTDKへ全ての株式を売却し、同年12月を以って撤退した。これにより1953年10月の磁気テープの開発・製造を筆頭とする記録メディアの事業展開以来、記録メディアとしてのTDKブランドは名実共に62年2か月の歴史に幕を下ろすこととなった。
- コンパクトカセットメディア（ノーマルポジション用「AE」「CDing1」・ハイポジション(クロムポジション)用「CDing2」等）
- VHSメディア（S-VHS用含む）
- DDSメディア
- CD（CD-R/RW）
- MDメディア ※日本市場向けの製品のみ製造・販売
- DVDメディア（DVD-R/RW）
- Blu-ray Discメディア（BD-R/RE）
- 各種クリーナー
- ポータブルオーディオ・PC用アクティブスピーカー
- レコードプレーヤー （据置き型、可搬型）
- ヘッドフォン

### XtremeMac
アメリカ、フロリダ州で設立されたXtremeMacは、Apple社がiPodを発売開始した2001年からiPod専用のアクセサリーを製品化、販売。現在ではiPod/iPhone/iPad用アクセサリーや充電機器、オーディオ機器等をグローバルに展開中。イメーション社に統合された2008年以降、XtremeMacブランドはイメーションのアクセサリー商品部門における成長戦略のひとつ。
- iPod / iPhone等のアクセサリー

### メモレックス
- かつて、Zipドライブ用の記録メディアも販売していた。Zipメディアの販売終了後はCD-R用メディアのブランドとして展開したものの、しばらくして日本の市場から完全撤退した。